# Coilodes gibbus
Coilodes gibbus är en skalbaggsart som beskrevs av Perty 1830. Coilodes gibbus ingår i släktet Coilodes och familjen Hybosoridae. Inga underarter finns listade i Catalogue of Life.